# Городно (озеро, Тверская область)
Городно — озеро в западной части Тверской области, расположено на границе Торопецкого и Андреапольского районов. Принадлежит бассейну Западной Двины.
Находится на границе Торпецкого и Андреапольского районов, Пожинского и Торопацкого сельского поселений. Расстояние (по прямой) до города Торопец составляет 27 км.
Озеро вытянуто с северо-запада на юго-восток. Длина озера около 4 км, ширина до 0,32 км. Площадь водного зеркала — 1,1 км². Протяжённость береговой линии — 8,6 км.
В юго-западную часть озера впадает ручей Средний (длина 2,5 км), вытекающий из озера Среднее. Сток осуществляется в реку Торопу. Населённых пунктов на берегу озера нет.